# Catástrofes
 Catástrofes, cuyo título original en inglés es Tales of natural and unnatural catastrophes, es una novela de la autora norteamericana Patricia Highsmith, compuesta por diez relatos independientes que la escritora reunió bajo el nombre de "Catástrofes" en 1987.
Los relatos de algún modo se deslizan del estilo sutil y claustrofóbico de la autora describiendo trazos más góticos y propios del humor negro. Patricia Highsmith declaró que se divirtió mucho durante la creación de estos relatos.

## Cuentos incluidos
- El cementerio misterioso
- Operación Bálsamo, o no me toques
- Nabuti: Calurosa bienvenida a un comité de la ONU
- !Dulce libertad¡ Y una merienda en el jardín de la Casa Blanca
- Complicaciones en las Torres de Jade
- Úteros de alquiler contra la derecha poderosa
- Moby Dick II; o la ballena misil
- Nadie ve el final
- Sixto VI, Papa de la zapatilla roja
- El presidente Buck Jones defiende la patria

## Información Opcional y de Ayuda
A Pocos Metros de un Lago de Lava
Geoff Mackley, Bradley Ambrose y Nathan Berg se aventuraron a un viaje suicida al interior del volcán Marum situado en la isla de Ambrym en Vanuatu. Llegaron a acercarse tanto que parecía que el lago de lava podría alcanzarles. El magma se encontraba a una temperatura aproximada de 1.150 grados centígrados e incluso con los trajes ignífugos el calor era asfixiantes. Para llegar tan cerca de la lava tuvieron que descender 200 metros por el cráter, el resultado es una espectacular grabación a tan solo 30 metros de un lago de lava que no paraba de erupcionar.
Vertiendo Lava sobre el Hielo
Interesante experimento científico para comprobar como actúa la lava al entrar en contacto con una capa de hielo. Como puede observarse el magma empieza a burbujear mientras derrite a su paso el bloque...
Rayo a Punto de Matar a un Hombre
Una cámara de seguridad capturó el momento en el que un hombre estuvo a punto de morir al ser impactado por un rayo que pocos segundos después convirtió en astillas un árbol que se encontraba a escasos metros de donde estaba.
El hombre de 55 años de edad y vecino de West Yorkshire (Inglaterra), bajó de su coche y tras recoger una bolsa del maletero de su coche salió corriendo hacia su casa. Pocos segundos después puede apreciarse como un rayo pulveriza un árbol y lanza despedido un afilado trozo de madera de unos tres metros de longitud que golpea en el mismo lugar donde estaba el señor.
Derrumbe en Iceberg Provoca un Tsunami
Brutal momento en el que, mientras filmaban un colosal iceberg en Groenlandia, éste se derrumba provocando un tsunami que por poco acaba con la vida de las personas que grababan la escena desde una pequeña embarcación.
Esperando una Avalancha
Grabación impactante en la que puede apreciarse la brutal fuerza de una avalancha arrasando a su paso con todo lo que hay en la ladera de una montaña. Con una potencia tal que acaba sepultado a la persona que graba el vídeo y que se encontraba a varios kilómetros del lugar donde comenzó el desplome. Al parecer la avalancha fue provocada con unas cargas explosivas.
Crecida de un Río en Suiza
Una fuerte tormenta desencadenó una brutal crecida de un río en Suiza. La fuerza de las aguas arrastró árboles, piedras y toneladas de barro. Atentos a como en cuestión de segundos la brutal inundación acaba con todo a su paso...
Bolsa de Basura Lanzada a Lago de Lava
El Erta Ale es un espectacular volcán ubicado en el noreste de Etiopía, en su cráter hay un lago de lava que se piensa lleva casi 100 años en erupción. En tal impactante lugar se realizó una prueba para determinar que pasaría si un ser humano se lanzasa desde el borde del cráter hasta el magma que hay en su interior, tras una caída de 80 metros. Para simular el cuerpo de un animal se empleó una bolsa de 30Kg con unas dimensiones de 60x60x60 centímetros, la bolsa contenía desechos, principalmente comida.
El resultado es simplemente escalofriante, ya que el volcán parece explotar y activarse al recibir un aporte extra de oxígeno y posiblemente del vapor generado por la combustión de los desechos orgánicos.
Demasiado Cerca de la Lava
Un científico arriesgó su vida para conseguir una muestra de lava del borde de un lago de magma en el volcán Nyiragongo, ubicado en el Congo. Uno de los volcanes activos más espectaculares del mundo y con ríos de lava que alcanzan casi los 100 kilómetros por hora. Por suerte cuando el cráter empezó a erupcionar escapó a tiempo ya que tan solo cinco minutos después, en el mismo lugar donde estaba recopilando las muestras, la lava comenzó a fluir rompiendo una de las paredes del cráter.
Ríos de Lava en Hawái
Espectacular río de lava formado por la erupción de uno de los cráteres del Kilauea, un volcán hawaiano muy activo que ya nos ha dejado espectaculares imágenes otros años. El vídeo fue grabado el pasado febrero del 2012...
Iceberg se Derrumba
Impactante vídeo grabado en la Antártida en el que puede apreciarse el momento en el que un colosal iceberg se desploma y provoca una explosión en la que cientos de trozos de hielo salen despedidos hacia una embarcación zodiak. Los ocupantes no resultaron heridos.
Lago Congelado por la Ola de Frío 2012
Una ola de frío siberiano ha provocado que prácticamente la totalidad de Europa se congele y sufra temperaturas de varios grados bajo cero. Además ha causado hasta el momento más de 250 víctimas mortales, la mayoría en Ucrania, Polonia y Rumanía.
Cientos de fotografías del frío glaciar en diversas ciudades de Europa pueden encontrarse en internet en galerías como esta. Sin embargo las que más nos han llamado la atención son estas en el Lago Lemán (conocido también como Geneva por su nombre en inglés) ya que parece repetirse la historia de hace siete años cuando sufrió una tormenta de hielo similar.
Explosiones Solares
Un pequeño grupo de manchas negras en la superficie del Astro Rey tiene preocupados a los astrónomos. Y es que cada cierto tiempo el Sol se ve afectado por lenguas de fuego solares que, al arrojar una gran cantidad de radiación al espacio, acarrean severos efectos en nuestro planeta. 
Dichas manchas, que se deben a un aumento de actividad magnética en El Gigante de Fuego, inquietan fuertemente a los científicos de la NASA, los cuales han advertido sobre la posibilidad de que en el año 2013 el Sol escupa sobre la Tierra 10 000 millones de toneladas de plasma a una velocidad mayor a 2000 kilómetros por segundo. De ser así, en tres días y medio la tormenta de gas ionizado  —también conocida como “gran eyección de masa coronal” (CME) — llegaría a la Tierra y causaría una tormenta geomagnética que alteraría los campos electromagnéticos y crearía numerosos problemas…

## Ediciones en español
- Editorial Anagrama, Barcelona. ISBN 84-339-3136-9

- Datos: Q5758847